# Milan Srdoč

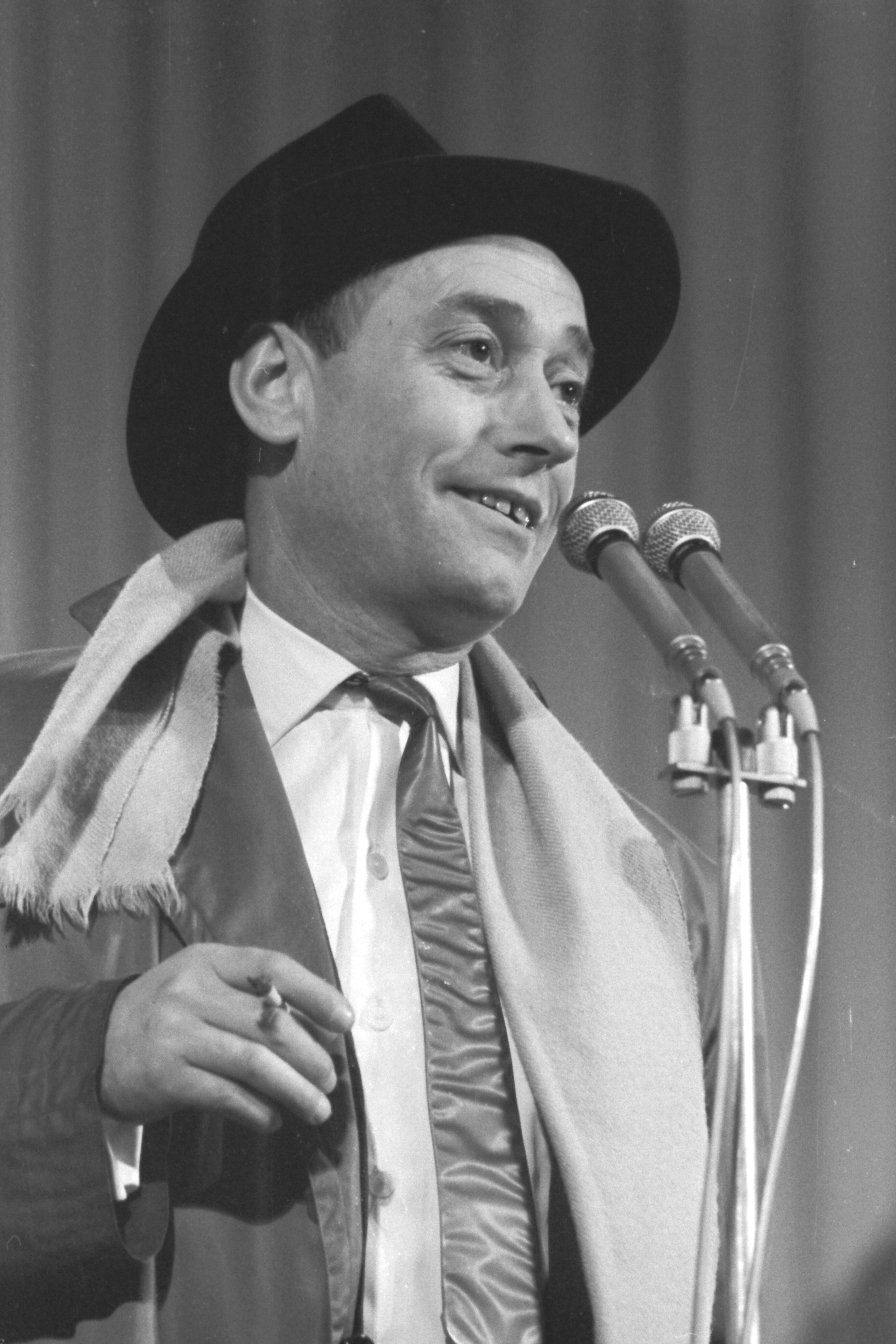

Milan Srdoč (auch bekannt als Paddy Fox, * 3. Januar 1920 in Rijeka, Kroatien; † 7. Januar 1988 in Belgrad) war ein jugoslawischer Schauspieler.

## Leben
Srdoč arbeitete seit 1954 beim Film und war in mehr als 125 Rollen einer der meistbeschäftigten Komiker im jugoslawischen Nachkriegskino. Von den Produzenten der deutschen Karl-May-Filme erhielt er das Pseudonym Paddy Fox, mit dem er die Figur Old Wabble in drei Karl-May-Filmen spielte. Mit der vom Drehbuch verordneten Darstellung der Figur wurde das Original aus den Büchern Karl Mays zur Karikatur. Milan Srdoč setzte seine Karriere, die mehr als 30 Jahre andauerte, bis zu seinem Tod fort.

## Filmografie (Auswahl)
- 1962: Schatten des Ruhms
- 1964: Es geschah in Bosniens Bergen
- 1964: Unter Geiern
- 1965: Old Surehand 1. Teil
- 1965: Der Ölprinz
- 1972: Haus am Meer
- 1980: Sonderbehandlung